# 都柏林港區

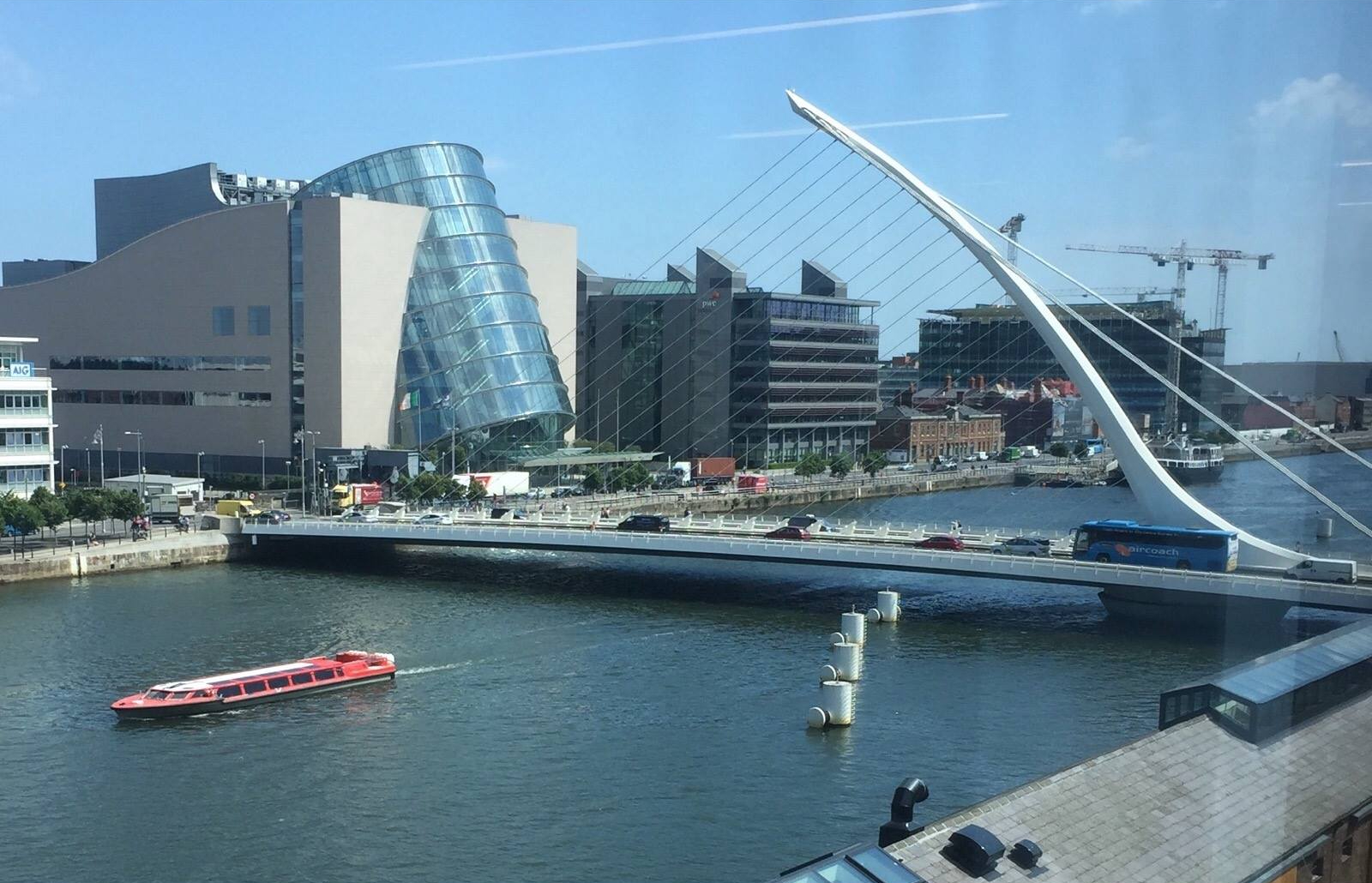
塞繆爾·貝克特橋和都柏林會議中心均是都柏林港區內的地標

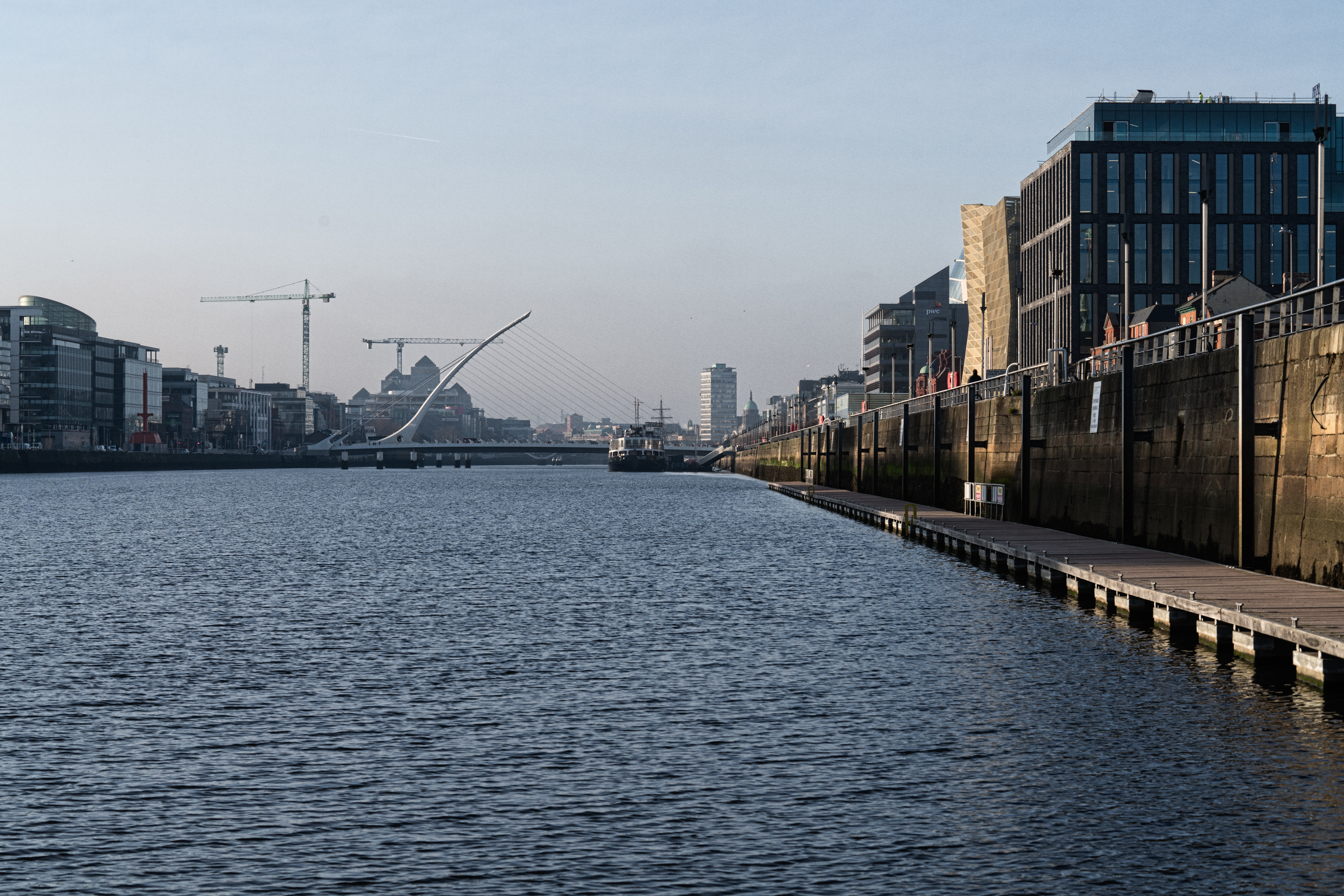
都柏林港區，由東至西。

都柏林港區是愛爾蘭都柏林市的一個地區，位於利菲河兩岸，即大約塔爾鮑特紀念橋往東至The O2的一帶。

## 發展計劃
正在興建或規劃中的計劃包括：
- 斯賓塞港，號稱為愛爾蘭歷史中最大的都市革新計劃，將會興建水邊公寓、辦公樓、零售地點、公園和休閒設施，亦是都柏林會議中心的所在地。
- 福因特村，包括一座高達120米的大樓。